# 空軍大戦略
『空軍大戦略』（くうぐんだいせんりゃく、原題：Battle of Britain）は、1969年に公開されたイギリス・西ドイツ・アメリカの戦争映画、歴史映画。ユナイテッド・アーティスツ提供。

## 概要
第二次世界大戦前期、1940年7月から10月にかけて行われた英本土上空の制空権を巡る英独の戦い「バトル・オブ・ブリテン」を描く。戦いの中の様々なエピソードを綴っていく群像劇になっており、特定の主人公や明確なストーリーは存在しない。
本作には、多数の実物の飛行機がほぼ当時の姿で登場する。しかもイギリス側の戦闘機スピットファイアやハリケーンだけでなく、敵国ドイツのBf 109戦闘機やHe 111爆撃機も、ライセンス生産されたHA-1112とC-2111ではあるが、実物で登場する。クライマックスの大空戦シーンでは、一切の効果音が消され、音楽（ウォルトン作曲）に乗ってスピットファイアやメッサーシュミットがスクリーンを舞う。
なお、イギリスでの公開日は、最後の大空戦が行われた日と同じ9月15日である。

## あらすじ
1940年5月、ドイツ軍は電撃戦を行い、スダン陥落の報と同時に、英海外派遣軍の基地も空襲を受ける。コリン・ハーヴェイ少佐やスキッパー少佐は直ちに離陸して難を逃れる。英派遣軍はダンケルクから、英本土へ撤退した。ドイツは多数の爆撃機を展開させ、英本土ブリテン島への攻撃も視野に入れていた。BBCのラジオニュースは、『バトル・オブ・フランス』の終結、そしてチャーチル首相の言う『バトル・オブ・ブリテン』が目前に迫っていることを伝える。
戦闘機軍団司令官ダウディング大将は、フランスから撤退し本土防衛に重点を置くよう、バルフォア事務次官に進言する。
一方、ヘルマン・ゲーリング国家元帥はケッセルリンク航空兵大将率いるドイツ空軍基地を視察し、準備万端の様子に満足する。しかし、ヒトラー総統は英国への侵攻に反対していた。そこで駐スイス英国大使館を、総統の命を受けたリヒター男爵が訪問し、デビッド・ケリー大使に大陸からの撤退と引き換えに英国の存続を認めると伝える。しかし、大使は恫喝に屈しなかった。
英空軍の基地に、若いパイロットのサイモンが赴任する。彼の未熟な技量をパイロット達は馬鹿にするが、スキッパーはドイツの侵攻に備えて彼に空中戦の訓練をつける。同じ頃、ミルヒ大将がフランス側から海峡を視察し、英国のレーダーを見るも重要視しなかった。ファルケ少佐やフェーン少佐らドイツ空軍のパイロット達も出撃を心待ちにしていた。
ダウディング大将らは、ヒトラーがパリに長居していることを天祐と感じ、迎撃準備を万端に整えようとしていた。しかし、英空軍（ロイヤル・エア・フォース）の650機に対し独空軍（ルフトヴァッフェ）は2500機の保有数であり、英国の劣勢に変わりはなかった。
ハーヴェイ少佐は休暇で、婦人補助空軍に所属する妻：マギーに再会するが、妻の転属を巡って口論になる。
第11飛行群司令パーク少将が基地（188飛行隊）を訪れる。キャンフィールド少佐は計器試験飛行のチャーリー・ランバード少尉が未帰還であることを認め、パークは叱責する。彼らには敵襲から2分以内の出撃が要求されていた。
一方のドイツ空軍では、パイロット達が『シュピットファイア』攻略法を話し合っている。そこに緊急の出頭命令が下り、途上、大量のボートを見たファルケとフェーンも状況を察する。8月13日、いよいよ、「鷹の日作戦」が行われ、バトル・オブ・ブリテンの戦端が開かれた。独空軍のシュトゥーカ爆撃機編隊の襲来を、最前線の監視所からの情報を上級司令部で集約する。次々と地上レーダーに爆撃を受け、上空でも激しい空戦が繰り広げられる。民間人による監視所からの目視情報を頼りに、ハインケル爆撃機の大編隊に対し11飛行群も出撃する。
独空軍は、英空軍の基地を集中的に狙う。ダックスフォード空軍基地も空襲を受け、マギーは仲間達の死にショックを受ける。そんな中、午前9時、ドイツ襲来を伝えるBBCニュースのラジオ放送では、英軍の損害は軽微と発表された。ドイツ側は、大戦果に気を緩めず、ブリテン島の中部と南部から挟撃を開始する。優速のスピットファイアはドイツ爆撃機を次々と撃破し、侵攻を耐え抜く。しかし、人的・物的損耗は埋め難く、苦しい戦いであることに変わりはなかった。ついにメッサーシュミットが襲来し、キャンフィールドも戦死した。さらに航空基地、補給基地がことごとく破壊される。第11飛行群司令であるパーク少将と第12飛行群司令リー＝マロリー少将は口論するが、ダウディング大将が諫める。
ハーヴェイ夫妻は、数か月ぶりにロンドンのホテルで会う。マギーはコリンのために転属願を出す決心をする。しかし、その時、ドイツはロンドンに空襲を行った。夜間爆撃を行ったドイツの爆撃機が誤ってロンドン市街地に爆弾を投下してしまったのだ。2人の爆撃機搭乗員は、ベルリンへ呼び出され、灯火管制のない華やいだ街に驚くのも束の間。報復として、イギリスによる空襲を受けてしまう。直後、ヒトラーは激しい報復を聴衆に呼び掛ける。
面子を潰されたゲーリング元帥はカレーを訪れ、キスリング大将やオステルカンプ少将以下、ドイツ軍を激励し、大編隊の雄姿に自信たっぷりの笑みを浮かべる。
空襲目標は軍事施設から市街地への無差別爆撃へと変わった。ロンドン空襲は市民にとっては耐え難い事態であった。ロンドンの避難所で、アンディは疎開させたはずの妻子と再会する。しかし彼が救援活動に加わった間に避難所が爆撃されてしまう。スキッパーは妻子が起きぬうちに、失意のアンディを伴って家を出る。
ドイツがロンドン空襲に熱中する間に、英空軍は、基地の復旧を急ぐだけでなく、訓練中のポーランド、カナダ、チェコ中隊に実戦参加を許可し、何とか劣勢を建て直す。そして、ドイツ戦闘機がロンドン上空に10分しか留まれない弱点を見抜き、勝機を見出だす。ロンドン空襲は、イギリス空軍にとっては力を盛り返すきっかけでもあった。
ゲーリングは苦戦する状況に激昂する。必要なものを尋ねると「シュピットファイアの1個中隊が欲しい」と返ってくる。
英国側も破壊された基地機能を復旧し、決戦に備える。マギーは転属願を出しておらず、それを知ったコリンは結婚の破綻を確信する。その直後、コリンは戦闘で大怪我を負う。サイモンは補充兵を率いる分隊長になり、今度は彼が新兵に訓練をつける。
9月15日、乾坤一擲の大空襲を仕掛けたドイツ空軍に対し、英国にはもはや在地機は1機もなく、文字通り総力を挙げて迎撃する。そして21時のBBCラジオニュース、ドイツ撃破の報に、地下鉄に避難した市民は歓呼する。空軍事務次官はダウディング大将に戦果を確認すると、大将は「我々の数字が正しければ、ドイツは侵攻を諦め、間違っていれば、再度爆撃しに来るだろう」と返答する。
翌朝、パイロットの待機室にベルが鳴り、緊張が走るも、ただのお茶の知らせだった。司令部指揮所も静かだった。同じ頃、イギリス上空の制空権を奪えなかったドイツは、集結していたドイツ軍上陸部隊も撤収を開始し、ゲーリングは捨て台詞を吐いてカレーから去って行った。
ここに、ドイツの英本土上陸の危機は去り、ダウディングはテラスに出る。英国の青空は輝き、チャーチルの言葉と、この戦いにおける英国（及び連合国）とドイツ双方の参加者数及び戦死者数が示される。

## キャスト
実在人物については、リンク先を参照。
| 役名                                                   | 俳優                           | 日本語吹替 | 日本語吹替       |
| 役名                                                   | 俳優                           | NETテレビ版 | ？版             |
| イギリス政府関係                                       | イギリス政府関係               | イギリス政府関係 | イギリス政府関係 |
| ------------------------------------------------------ | ------------------------------ | --- | ---------------- |
| ハロルド・バルフォア（空軍省事務次官）                 | ハリー・アンドリュース         | |                  |
| デビッド・ケリー（駐スイス英国大使）                   | ラルフ・リチャードソン         | 吉沢久嘉 |                  |
| イギリス空軍関係                                       |                                | |                  |
| ヒュー・ダウディング大将（戦闘機軍団司令官）           | ローレンス・オリヴィエ         | 中村正 |                  |
| キャンフィールド少佐                                   | マイケル・ケイン               | 若本紀昭 |                  |
| “スキッパー”少佐                                       | ロバート・ショウ               | 小林清志 | 井上孝雄         |
| コリン・ハーヴェイ少佐（戦闘機パイロット）             | クリストファー・プラマー       | 日高晤郎 |                  |
| マギー・ハーヴェイ（婦人補助空軍分隊長／コリンの妻）   | スザンナ・ヨーク               | 信沢三恵子 |                  |
| キース・パーク少将（第11飛行群司令）                   | トレヴァー・ハワード           | 梓欣造 |                  |
| トラッフォード・リー＝マロリー少将（第12飛行群司令）   | パトリック・ワイマーク         | 加藤正之 |                  |
| アンディ上等兵曹                                       | イアン・マクシェーン           | 飯塚昭三 |                  |
| アンディの妻                                           | アイラ・ブレア                 | |                  |
| アーチー少尉                                           | エドワード・フォックス         | |                  |
| ベイカー大佐（ダクスフォード空軍基地司令官）           | ケネス・モア                   | |                  |
| エヴァンス管制官                                       | ビル・フォクシー               | |                  |
| エドワーズ飛行隊長（ポーランド隊指揮）                 | バリー・フォスター             | |                  |
| ワーウィック准尉                                       | マイケル・ベイツ               | |                  |
| ドイツ政府関係                                         |                                | |                  |
| アドルフ・ヒトラー（ドイツ総統）                       | ロルフ・シュティーフェル       | 大木民夫 |                  |
| ヘルマン・ゲーリング（ドイツ国家元帥／空軍最高司令官） | ハイン・リース                 | 富田耕生 |                  |
| フォン・リヒター男爵（ドイツ外務省の密使）             | クルト・ユルゲンス             | 上田敏也 |                  |
| ドイツ空軍関係                                         |                                | |                  |
| ファルケ少佐（パイロット）                             | マンフレッド・レッドマン       | |                  |
| ハンス・ファルケ（ファルケの弟）                       | ダーゴヴェルト・ヴァルター     | |                  |
| ブラント少佐（爆撃隊指揮官）                           | アレクサンダー・アラーソン     | |                  |
| ハンス・イェションネク航空兵大将（ドイツ空軍参謀長）   | カール＝オットー・アルベルティ | |                  |
| 不明 その他                                            | N/A                            | 宮川洋一 伊藤克 村松康雄 古川登志夫 緑川稔 叶年央 岡部政明 寺島幹夫 木原正二郎 大久保正信 村山明 宮下勝 伊武雅之 鈴木れい子 井口成人 塚田正昭 徳丸完 中川まり子 朝井真子 秋元千賀子 |                  |
| 日本語版スタッフ                                       |                                | |                  |
| 演出                                                   | 演出                           | 小林守夫 |                  |
| 翻訳                                                   | 翻訳                           | 木原たけし |                  |
| 効果                                                   |                                | |                  |
| 調整                                                   |                                | |                  |
| 制作                                                   | 制作                           | 東北新社 |                  |
| 解説                                                   | 解説                           | 筈見有弘 |                  |
| 初回放送                                               | 初回放送                       | 1974年7月6日・13日 『土曜映画劇場』 |                  |

- テレビ版吹き替えは再放送時の短縮版がDVD・BDに収録（約119分）。

※2009年3月27日にもNHK BS hiで放送されている。日本語字幕付きだが、音声はそれぞれの言語(ドイツ人は独語、イギリス人は英語)となっている。

## 登場機

### 英国側

#### 戦闘機
- スーパーマリン スピットファイア
- ホーカー ハリケーン

### ドイツ側
映画で使用されたBf109およびHe111は、戦後にスペインで、それぞれイスパノ HA 1112およびCASA 2.111の名で作られたライセンス生産品である。エンジンはオリジナルではなく、ともに敵機スピットファイアやハリケーンと同系のロールス・ロイス マーリンが使われている。HA 1112は『メンフィス・ベル』や『タスキーギ・エアメン』でも使われている。
Ju87 シュトゥーカの実機は用意できなかったので、パーシバル プロクター練習機を改造してレプリカ機が製作されたが使用されず、精密なラジコン機が使われた。 

#### 戦闘機
- メッサーシュミットBf109　※ライセンス生産機

#### 爆撃機
- ハインケル He111　※ライセンス生産機
- ユンカース Ju 87 シュトゥーカ ※特撮

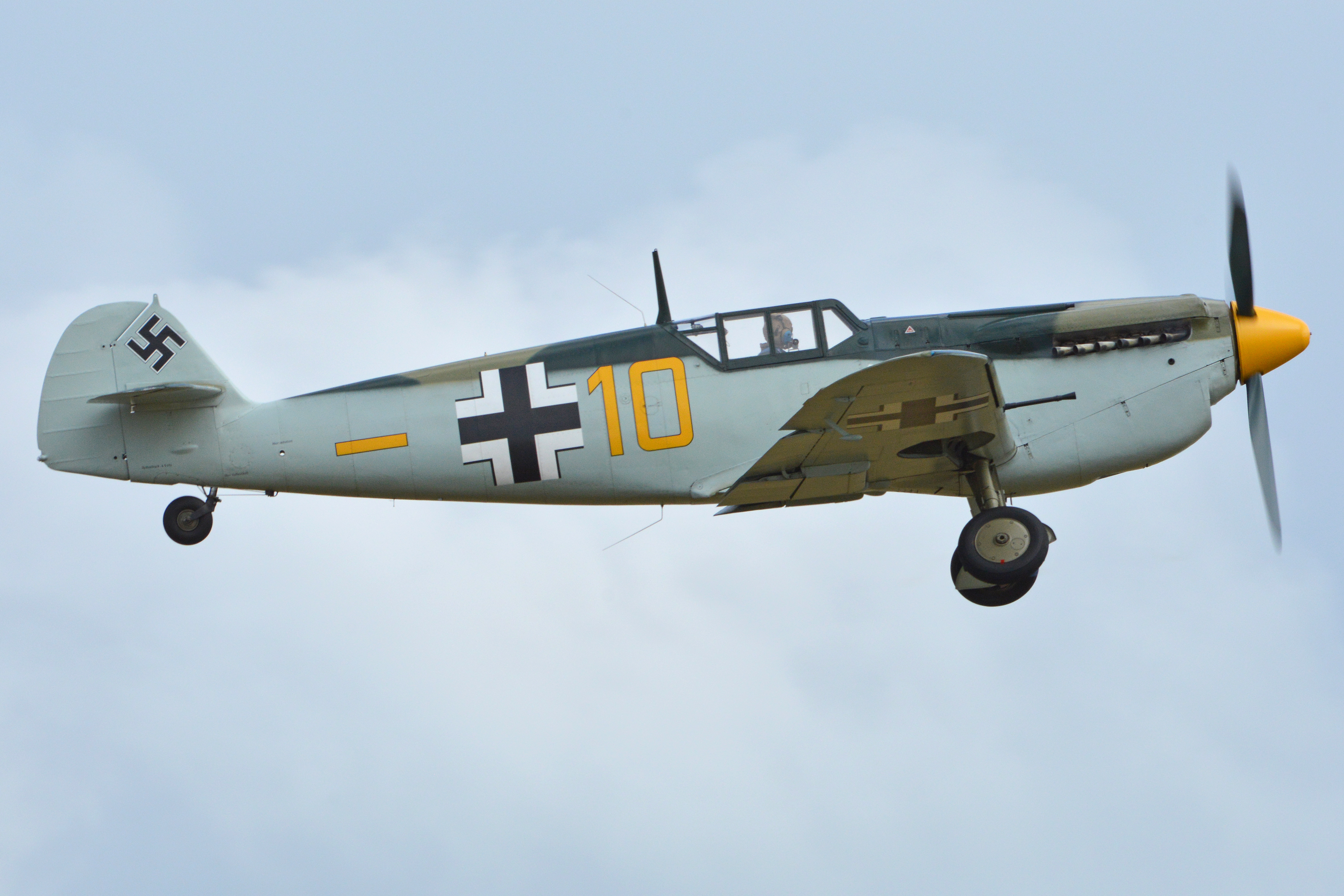
Bf109として登場したHA 1112-M1L（c/n 172、英国登録記号 G-AWHK）
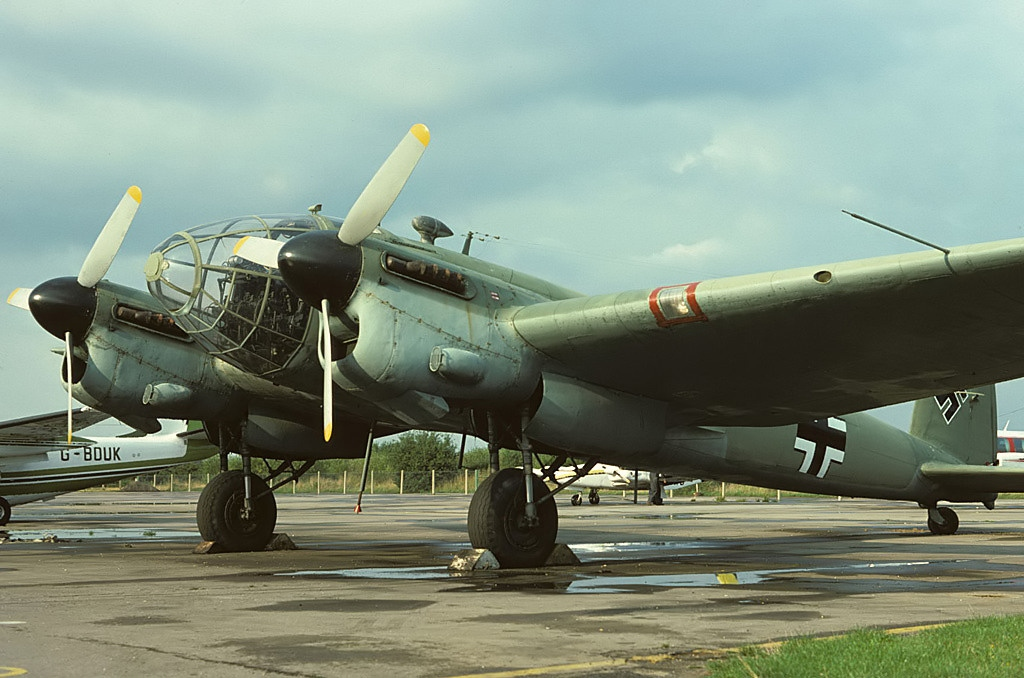
He111として用いられたCASA C-2.111F （撮影に使用された機体とは異なる）
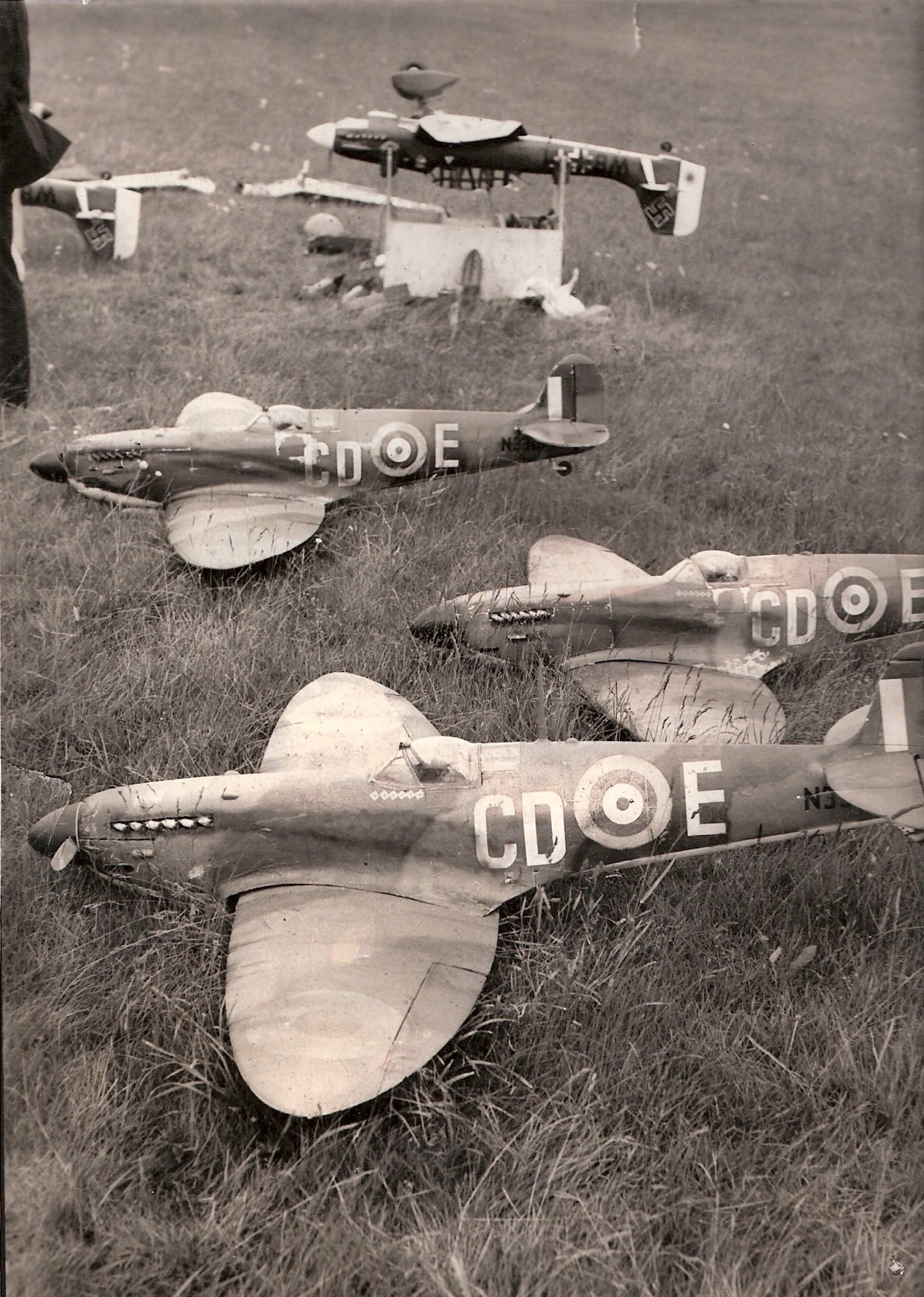
撮影に使われたスピットファイア（手前）とJu 87（後方）のラジコン機

## その他
- ハーヴェイ少佐役のクリストファー・プラマーはカナダ人であるため、自分用の制服の肩に「CANADA」（カナダ空軍）の縫い取りを付けている。
- 参戦者であるアドルフ・ガーランドとダグラス・バーダーがアドバイザーとして協力しているが、ガーランドはファルケという役名に変えられバーダーに相当する人物は登場しない。
- ゲーリング元帥がパイロットたちに「なにが必要か」と尋ねた時、ガーランドが「スピットファイアを1個飛行隊欲しい」と答えてゲーリングの不興を買ったという有名な逸話があり、映画でもファルケが同じ台詞を言うが、字幕では「敵戦闘機隊をお任せを」という意味不明な訳になってしまっていた（DVD版では「スピットファイアの中隊を」に訂正されている）。
- この映画のために倉庫に眠っていたイギリス軍機がレストアされた。
- イギリス空襲のシーンでは実際にハインケル爆撃機が戦後初めてイギリス上空を飛ぶという、国民感情を考えればぎりぎりの撮影が行われた。飛行したのは2機だけだったが、あっけにとられて空を見上げるロンドン市民の姿がメイキングフィルムに映っている。
- 2001年の映画『ダーク・ブルー』では、本作の空撮映像が手直しされた上で使われている。
- 2017年の映画『ダンケルク』ではマイケル・ケインが英国空軍部隊の隊長役でカメオ出演した（通信の声のみでクレジットなし）[4]。クリストファー・ノーラン監督は、ケインが本作で演じたキャラクター（キャンフィールド少佐）を意識して起用したと語っている[5][6]。

## 関連書籍
- リチャード・コリヤー『空軍大戦略』 早川書房（ハヤカワ文庫NF） ISBN 4150500509